# Gobius
Gobius – rodzaj ryb z rodziny babkowatych (Gobiidae).

## Klasyfikacja
Gatunki zaliczane do tego rodzaju:
| - Gobius ater - Gobius ateriformis - Gobius auratus – babka złocista - Gobius boekeri - Gobius bontii - Gobius bucchichi – babka śródziemnomorska, babka ukwiałowa - Gobius cobitis – babka olbrzymia - Gobius couchi - Gobius cruentatus – babka czerwonopyska - Gobius fallax - Gobius gasteveni - Gobius geniporus - Gobius hypselosoma - Gobius kolombatovici | - Gobius luteus - Gobius niger - babka czarna - Gobius paganellus – babka skalna - Gobius roulei - Gobius rubropunctatus - Gobius scorteccii - Gobius senegambiensis - Gobius silveiraemartinsi - Gobius strictus - Gobius tetrophthalmus - Gobius uranoscopus - Gobius vittatus - Gobius xanthocephalus |

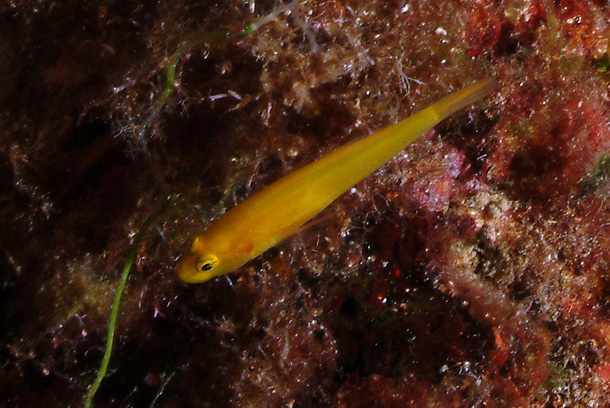
Gobius auratus
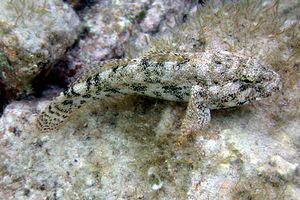
Gobius cobitis
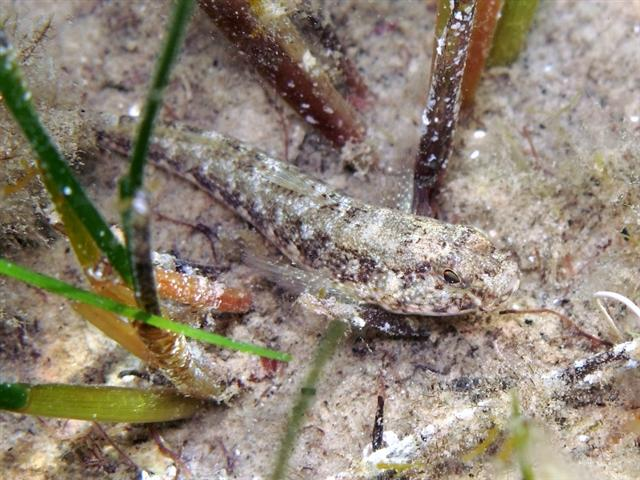
Gobius couchi
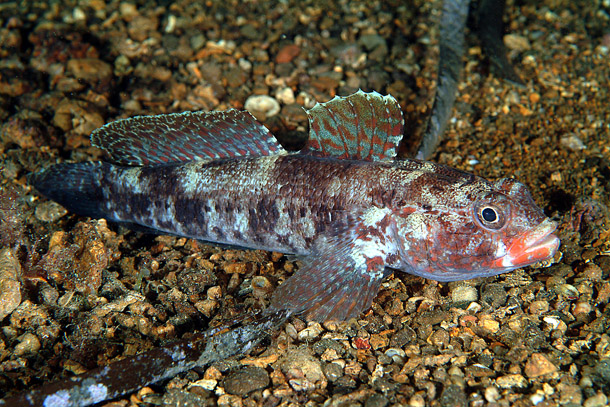
Gobius cruentatus
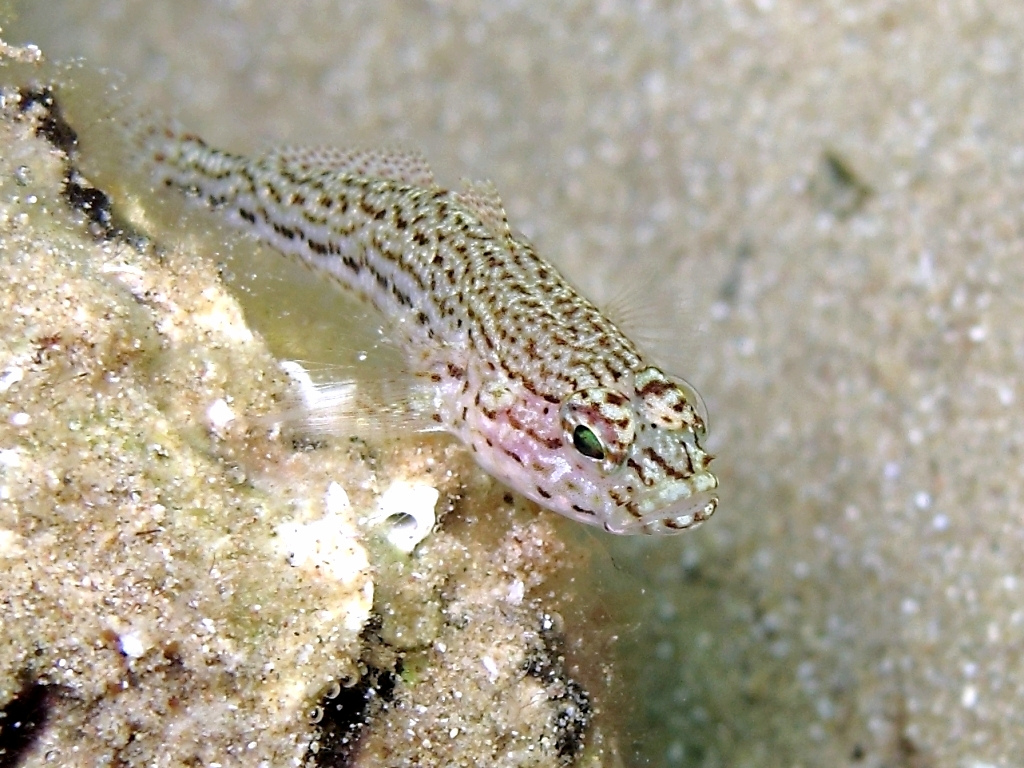
Gobius fallax
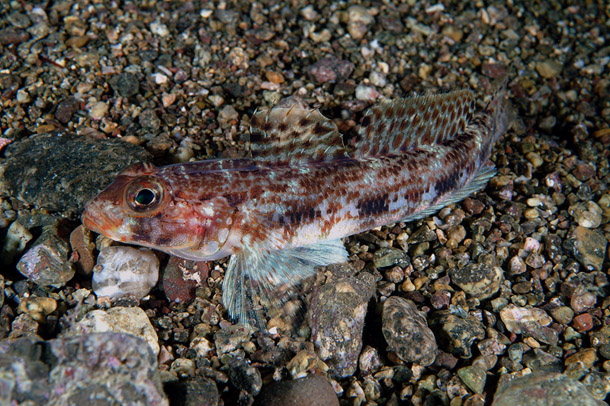
Gobius geniporus
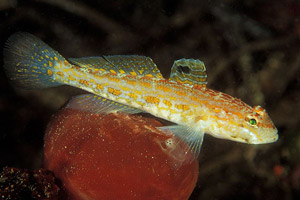
Gobius kolombatovici
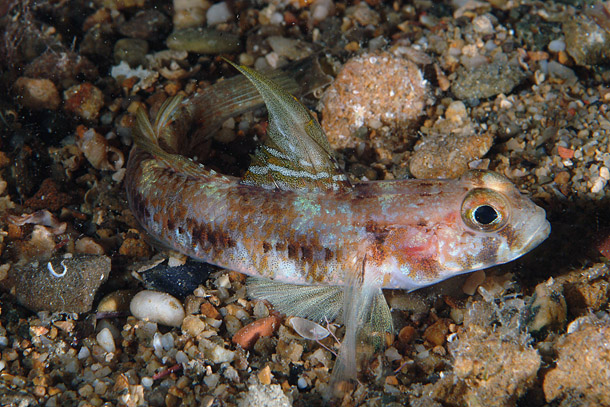
Gobius niger
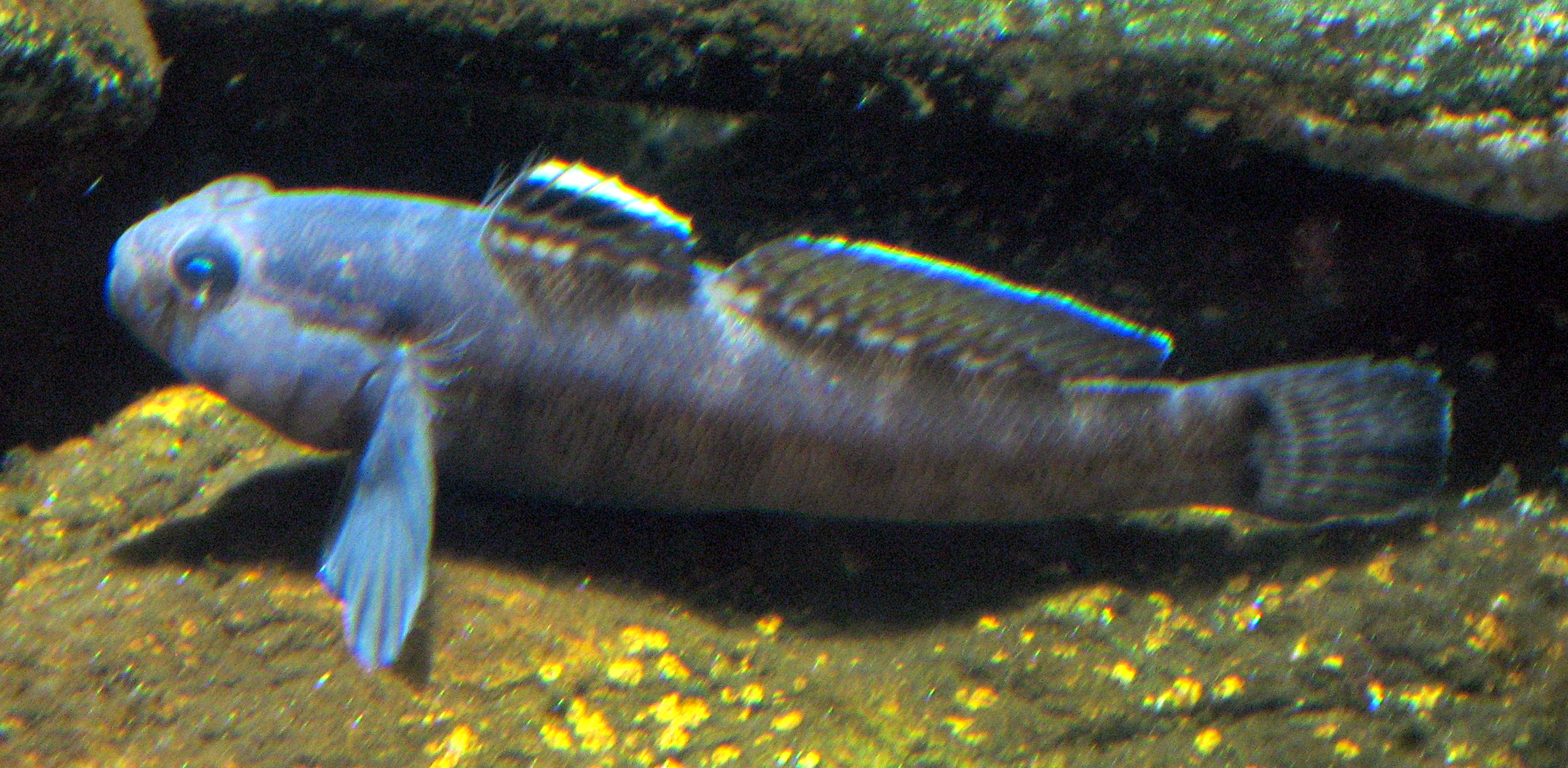
Gobius paganellus
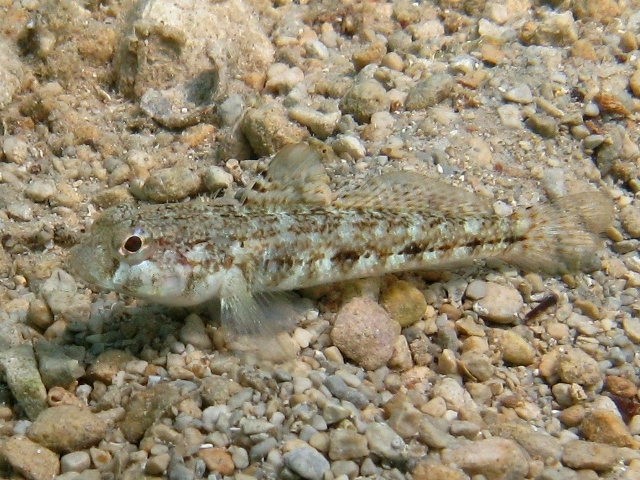
Gobius roulei
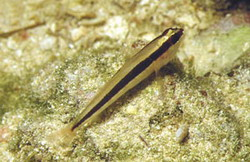
Gobius vittatus
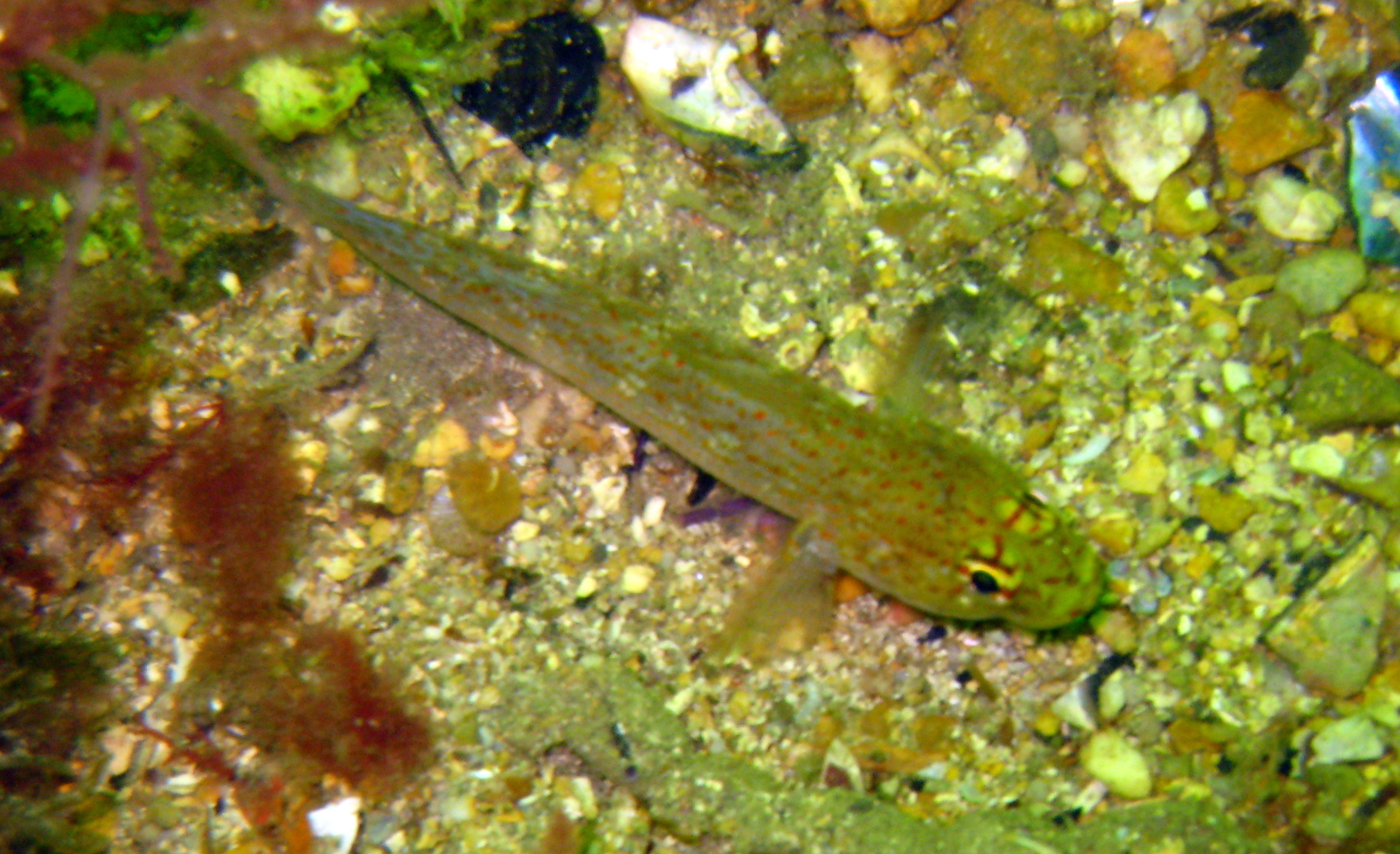
Gobius xanthocephalus